# Rezerwat przyrody Kamenná Baba
Rezerwat przyrody Kamenná Baba (słow. Národná prírodná rezervácia Kamenná Baba) – rezerwat przyrody w grupie górskiej Branisko w północno-wschodniej Słowacji. Na terenie rezerwatu obowiązuje 5. (w pięciostopniowej skali) stopień ochrony.

## Położenie
Rezerwat leży w granicach katastralnych wsi Lipovce w powiecie Preszów w kraju preszowskim (w chwili powołania w części leżał na terenach sąsiedniej wsi Lačnov, w 1991 r. włączonej do wsi Lipovce). Obejmuje malowniczy, głęboki wąwóz (słow. Lačnovský kaňon) wraz z otoczeniem, wyżłobiony przez Lačnovský potok w północno-wschodniej części grupy Braniska, ok. 1 km na zachód od centrum wsi Lipovce. Najniższym punktem rezerwatu jest dolny wylot Wąwozu Lačnovskiego (ok. 560 m n.p.m.), natomiast najwyższym - szczyt Červenej skaly (875 m n.p.m.).

## Historia
Rezerwat został powołany na powierzchni 127,59 ha decyzją Komisji Słowackiej Rady Narodowej ds. Szkolnictwa i Kultury nr 30 z dnia 21 sierpnia 1964 r. Strefa ochronna nie została utworzona.

## Charakterystyka
Rezerwat obejmuje fragment górskiego pasma Braniska, budowany wapieniami i dolomitami środkowego i górnego triasu, z wyraźnymi formami rzeźby krasowej. Jego centralną częścią jest Wąwóz Lačnovski (Lačnovský kaňon) o stromych ścianach, sięgających 100 m wysokości, na którego brzegach znajdują się formacje skalne o oryginalnych kształtach, jak np. wysoki na 60 m Mojžišov stľp, Kamenná baba w grzbiecie Červenej skaly, Komín, Skalné okno Vrátnice. Na przepływającym wąwozem Lačnovskim potoku wytworzyły się progi i wodospady.
Teren rezerwatu w części porastają płaty lasów o różnej zwartości, w których rosną buk zwyczajny, sosna zwyczajna i świerk pospolity, a jako domieszka jodła pospolita i modrzew europejski. Na wapiennych i dolomitowych skałach zachowane zróżnicowane zespoły bogatej roślinności. Na nasłonecznionych skałach i półkach obserwujemy szereg gatunków sucho- i ciepłolubnych, a na odkrytych powierzchniach gatunki charakterystyczne dla ciepłych lasostepów. Na zacienionych ścianach, w chłodnych miejscach głębi wąwozu oraz na wilgotnych usypiskach występują liczne gatunki górskie, będące reliktami z epoki lodowej. Do charakterystycznych gatunków roślin występujących na terenie rezerwatu należą: turzyca biała, trzcinnik pstry, sesleria błotna, dzwonek karpacki, powojnik alpejski, a na skalnych półkach pierwiosnek łyszczak.
Zespołom tym towarzyszą specyficzne elementy fauny, zwłaszcza bezkręgowców. Godny wymienienia jest rzadki ślimak świdrzyk łamliwy (Balea perversa). Spośród awifauny szczególnie cenne jest występowanie pomurnika.

## Cel ochrony
Celem funkcjonowania rezerwatu jest ochrona cennego z punktu widzenia geomorfologii i botaniki oraz ważnego z punktu widzenia krajoznawczo-estetycznego fragmentu słowackich Karpat, w którym występują rzadkie i chronione gatunki roślin oraz zwierząt.